# Escabèche
L’escabèche est une marinade à base d’huile et de vinaigre. Elle est utilisée principalement en Espagne, Afrique du Nord, ainsi que dans les régions ayant eu un lien culturel durable avec l'Espagne : Amérique latine, Philippines, Naples : alla scapece.

## Caractéristiques
Le mot « escabèche » proviendrait du catalan escabetx, signifiant « ragoût au vinaigre ». L’escabèche était un ragoût à base de viande, de vinaigre et d'autres ingrédients. Traditionnellement utilisée avec des poissons tels que la sardine et le maquereau, l'escabèche se prête également à d’autres produits.

« Éperlans marinés. Cette préparation rentre dans la catégorie connue sous le nom générique d’escabèche ; déformation du terme espagnol escabecia, dont la formule suit.
Le terme nominatif « escabèche (formule type) » de la préparation doit toujours être suivi du nom de l’élément qu’elle traite, comme : escabèche d'éperlans, escabèche de rougets, etc.
Pour la préparation, quels qu’ils soient, faire colorer à l’huile très chaude les poissons bien nettoyés, essuyés dans un linge, et passés à la farine. La coloration étant obtenue, retirer les poissons, et les ranger dans un plat creux ou autre ustensile.
Chauffer l’huile jusqu’à ce qu’elle fume légèrement et jeter dedans, pour un demi-litre d’huile : 8 gousses d’ail non épluchées, une demi-carotte et 1 oignon coupés en rouelles très minces. Laisser frire pendant quelques instants et ajouter : 3 décilitres de vinaigre, 1 décilitre et demi d’eau, 10 grammes de gros sel, brindilles de thym, une demi-feuille de laurier, 3 queues de persil, et 2 petits piments.
Donner 12 minutes d’ébullition ; verser bouillant sur le poisson ; et laisser mariner pendant 24 heures. Servir avec quelques cuillerées de marinade bien froide. »

— A. Escoffier, Philéas Gilbert, Émile Fétu, Le Guide culinaire, 1907, p. 272.

## Belgique
En Belgique francophone, escabèche se dit escavèche.